# بلايسير
بليزير هي بلدية تقع في قلب قسم إيفلين في منطقة إيل دو فرانس في شمال فرنسا . تقع في الضواحي الغربية الخارجية لباريس، 29.5 كـم (18.3 ميل) من وسط باريس.
يحدها من ناحية أخرى إيلينكورت (الجنوب)، وترابيس (الجنوب الشرقي)، وليه كلايس سو بوا (الشرق).
تمكنت بليزير من الحفاظ على كنيستها التي تعود إلى القرن الثاني عشر. يتميز إقليمها المتنوع بالسُهول الزراعية الواسعة، والعديد من المساحات الخضراء، ومنطقة الغابات التي تُعد نصف مساحتها.
بليزير هي البلدية الثانية عشرة في قسم إيفلين من حيث عدد السكان، حيث يبلغ عدد سكانها حوالي 31,000 نسمة. وهي عضو في مجموعة المجتمعات الحضرية سانت كوينتين أون إيفلين.
بين عامي 1968 و1990، شهدت بليزير نموًا سكانيًا سريعًا، ولكن منذ ذلك الحين، كانت سياسة المدينة تهدف إلى احتواء النمو والسعي نحو الاستقرار، من أجل الحفاظ على جودة الحياة المحلية وكذلك المساحات الطبيعية (الغابات والأراضي الزراعية).
تحتوي بليزير على مركز تسوق كبير لا يزال في حالة توسع. وقد أسهمت هذه الأنشطة التجارية في زيادة الإيرادات الضريبية المحلية، لكنها أدت أيضًا إلى ازدحام في الطرق.
بجانب هذه الأنشطة التجارية، تحتضن بليزير أيضًا عددًا من الأنشطة الأخرى، مثل شركة زودياك وتستضيف مدرسة لنوتر للطهي التي تجذب الطلاب من جميع أنحاء العالم.

## سكان
السكان يطلق عليهم اسم Plaisirois .

## النقل
يتم خدمة Plaisir من خلال محطتين على خط السكك الحديدية للضواحي Transilien Paris-Montparnasse : Plaisir – Les Clayes وPlaisir – Grignon

## التعليم
تحتوي البلدية على 17 مدرسة ابتدائية تضم 1560 طالبًا و13 مدرسة ابتدائية تضم 2273 طالبًا، بإجمالي 3843 طالبًا.
المدارس الثانوية في بليزير:
- كلية غيوم أبولينير
- كلية بليز باسكال وSEGPA
- مدرسة جان فيلار الثانوية

المدارس الثانوية في البلديات القريبة:
- Collège La-Fosse-aux-Dames ( Les Clayes-sous-Bois )
- كلية لا كليف دو سان بيير ( إلانكور )

## المدن التوأم
تعتبر مدينة بليزير مدينة توأمة مع مدينة لويستوفت في إنجلترا ومدينة باد أوسي في النمسا .

## روابط خارجية
- موقع مجلس مدينة بليزير نسخة محفوظة 6 مايو 2021 على موقع واي باك مشين.

قالب:Yvelines communes